# 马塞利·诺沃特科

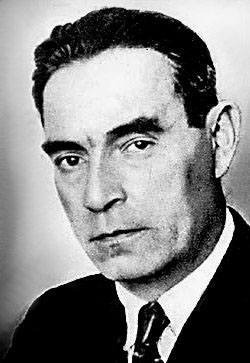
马塞利·诺沃特科

马塞利·诺沃特科（波蘭語：Marceli Nowotko；1893年7月8日—1942年11月28日），本名马塞利·诺沃特卡，化名马里安、斯塔雷，是波兰的一个共产主义活动家。他出生于华沙的一个农场工人家庭。他通过自学，成为一名锁匠。他曾加入波兰王国和立陶宛社会民主党、波兰共产党。1939年9月，他从拉维奇监狱逃往苏联占领的波兰东部，并获得政治上的平反（他一度被苏联内务人民委员部视为波兰共产党领导层中的“挑衅者”）。随后，他在白俄罗斯苏维埃社会主义共和国的比亚韦斯托克地区的苏维埃地方行政机构任职，担任拉普区苏维埃主席。1942年1月5日，波兰工人党成立，他成为该党的首任第一书记。1942年11月28日，诺沃特科因不明原因被杀，至今未得到完全解释；他的尸体被发现于华沙西站附近的街道上，身上有枪伤。